# Stefania Casini
Stefania Casini (Villa di Chiavenna, 4 settembre 1948) è un'attrice, giornalista, regista e sceneggiatrice italiana.

## Biografia
Si laurea in architettura al Politecnico di Milano, e contemporaneamente porta avanti gli studi di recitazione. Dopo una proficua attività teatrale è richiesta da Pietro Germi per il film Le castagne sono buone (1970), in cui recita il ruolo di Carla, la ragazza di cui si innamora il protagonista Luigi, interpretato da Gianni Morandi. L'anno seguente torna in teatro nel ruolo di protagonista, accanto a Tino Buazzelli, in Sei personaggi in cerca d'autore di Luigi Pirandello: diventa la più giovane attrice ad aver interpretato questo ruolo, a 22 anni.

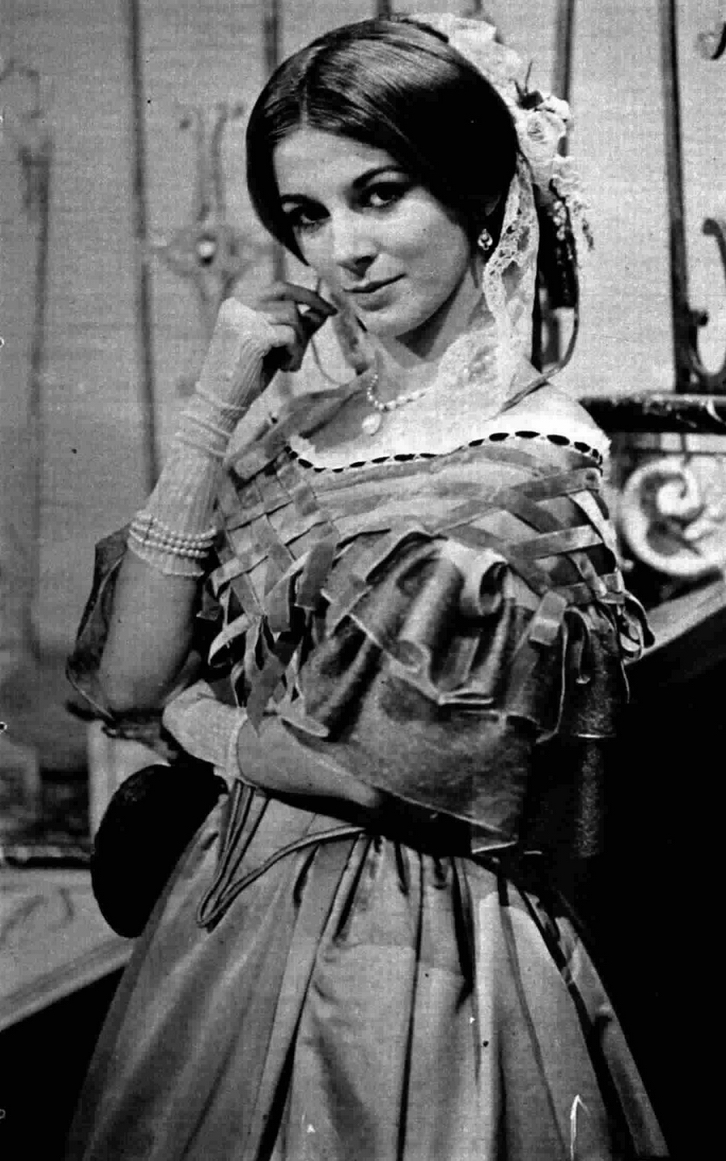
Stefania Casini a teatro nel 1971

Nei primi anni 1970 lavora anche nel doppiaggio, per la cooperativa Cine Video Doppiatori. In particolare, presta la voce al personaggio di Caterina, interpretata da Carole André, nel film Don Camillo e i giovani d'oggi (1972) di Mario Camerini, e a quello di Virginia, impersonata da Jane Birkin, in Bruciati da cocente passione (1976) di Giorgio Capitani.
Dopo qualche apparizione secondaria in film come D'amore si muore (1971), sale alla ribalta con la pellicola La cugina di Aldo Lado (1974); successo poi ampliato dal ruolo di Neve, una prostituta epilettica, nel film Novecento (1976) di Bernardo Bertolucci, peraltro generando molto scalpore nella scena in cui accarezza le parti intime di Robert De Niro e Gérard Depardieu. Tra le altre interpretazioni di questa fase della carriera, ci sono quelle in Dracula cerca sangue di vergine... e morì di sete!!! (1974) di Paul Morrissey e Antonio Margheriti, Luna di miele in tre (1976) di Carlo Vanzina, a fianco di Renato Pozzetto, Suspiria (1977) di Dario Argento e Ciao maschio (1978) di Marco Ferreri. Considerata tra i sex symbol italiani dell'epoca, in questi anni appare inoltre senza veli nell'edizione italiana di Playboy.

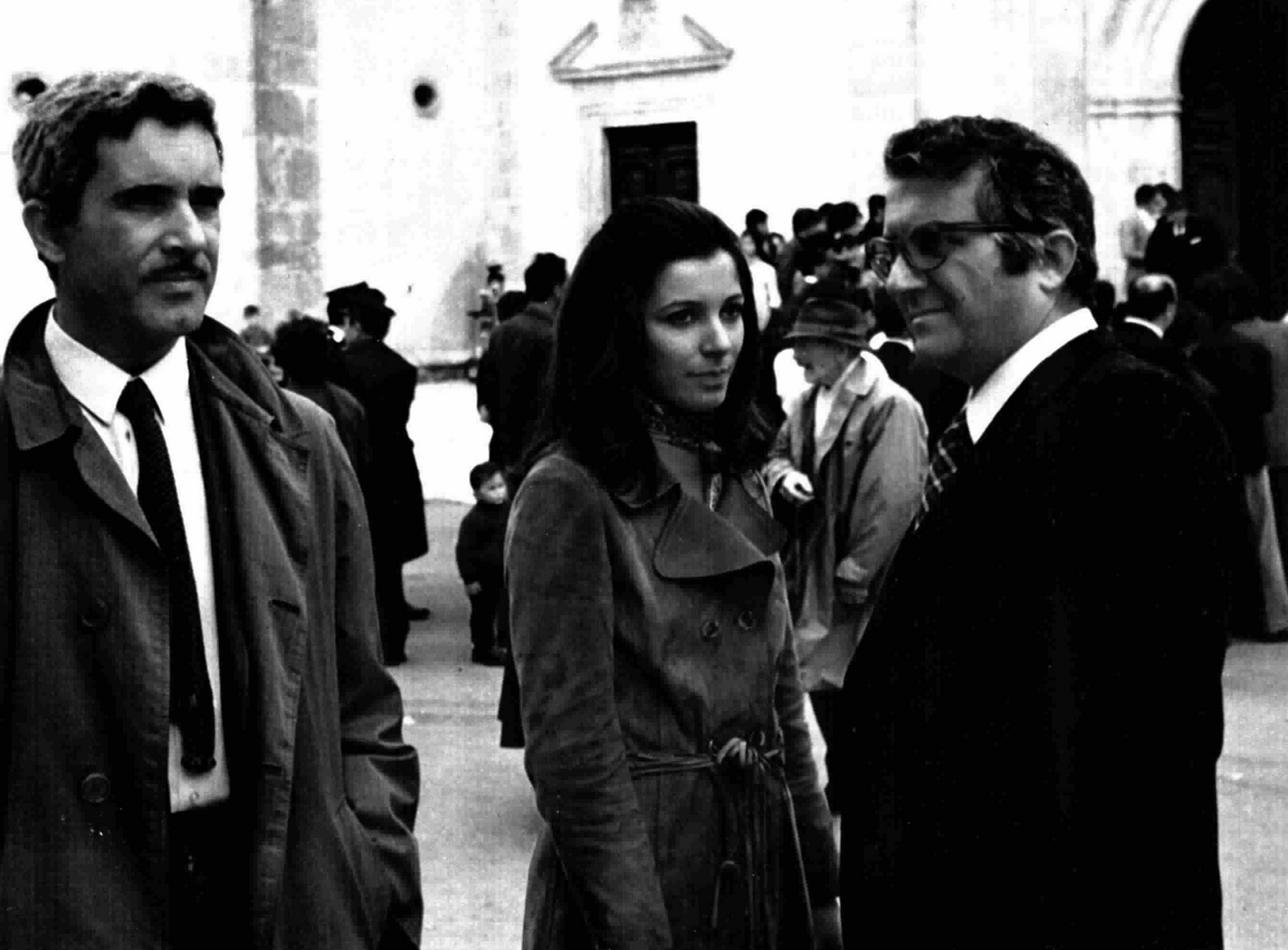
Mico Cundari, Stefania Casini e Corrado Olmi sul set nel 1973

Nel 1978, tra le prime donne a ricoprire tale ruolo, viene chiamata a presentare il Festival di Sanremo, affiancata da Beppe Grillo, Maria Giovanna Elmi e dall'organizzatore Vittorio Salvetti. Alla fine del decennio, non più stimolata da un sistema cinematografico che sta entrando in crisi, si trasferisce negli Stati Uniti d'America, dove comincia l'attività di giornalista, realizzando vari reportage per la televisione italiana.
Dagli anni 1980 si dedica quindi prettamente all'attività di regista-giornalista. Al cinema è dietro la macchina da presa, tra gli altri, in Lontano da dove (1983) e Un paradiso di bugie (1997), entrambi con Claudio Amendola, mentre per il piccolo schermo lavora sia per la Rai, per cui realizza alcune serie come Storie di donne e Avere 20 anni a..., sia per la nascente televisione commerciale. Saltuariamente torna inoltre alla recitazione, sia in produzioni internazionali come Il ventre dell'architetto (1987) di Peter Greenaway, o italiane come il film Maledetto il giorno che t'ho incontrato (1992) di Carlo Verdone, e le fiction televisive Donna (1996) e Incantesimo (2003).

## Filmografia

### Attrice

#### Cinema

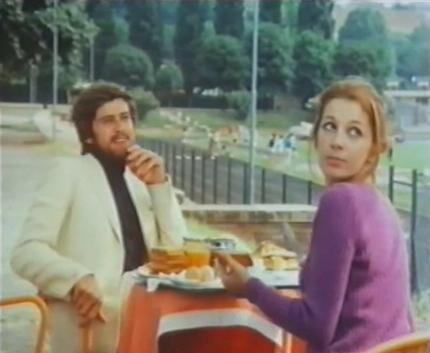
Gianni Morandi e Stefania Casini in Le castagne sono buone (1970)

Robert De Niro, Stefania Casini e Gérard Depardieu in Novecento (1976)

Stefania Casini e Brian Dennehy ne Il ventre dell'architetto (1987)

- Le castagne sono buone, regia di Pietro Germi (1970)
- D'amore si muore, regia di Carlo Carunchio (1972)
- Un modo di essere donna, regia di Pier Ludovico Pavoni (1973)
- La cugina, regia di Aldo Lado (1974)
- Dracula cerca sangue di vergine... e morì di sete!!! (Andy Warhol's Blood for Dracula), regia di Paul Morrissey (1974)
- Squadra volante, regia di Stelvio Massi (1974)
- Non si scrive sui muri a Milano, regia di Raffaele Maiello (1975)
- Nella profonda luce dei sensi, regia di Beni Montresor (1975)
- L'ambizioso, regia di Pasquale Squitieri (1975)
- Prossima apertura casa di piacere (Le grand délire), regia di Dennis Berry (1975)
- Come ti rapisco il pupo, regia di Lucio De Caro (1976)
- Luna di miele in tre, regia di Carlo Vanzina (1976)
- Novecento, regia di Bernardo Bertolucci (1976)
- I prosseneti, regia di Brunello Rondi (1976)
- Il male di Andy Warhol (Bad), regia di Jed Johnson (1977)
- Maschio latino... cercasi, regia di Giovanni Narzisi (1977)
- Suspiria, regia di Dario Argento (1977)
- Ciao maschio, regia di Marco Ferreri (1978)
- Come perdere una moglie... e trovare un'amante, regia di Pasquale Festa Campanile (1978)
- Solamente nero, regia di Antonio Bido (1978)
- Ammazzare il tempo, regia di Mimmo Rafele (1979)
- Dedicato al mare Egeo, regia di Masuo Ikeda (1979)
- Parano, regia di Bernard Dubois (1980)
- Habibi, amor mio, regia di Luis Gomez Valdivieso (1981)
- Lontano da dove, regia di Stefania Casini e Francesca Marciano (1983)
- Il ventre dell'architetto (The Belly of an Architect), regia di Peter Greenaway (1987)
- Maledetto il giorno che t'ho incontrato, regia di Carlo Verdone (1992)
- Maicol Jecson, regia di Francesco Calabrese ed Enrico Audenino (2013)
- Dafne, regia di Federico Bondi (2019)
- L'orafo (The Goldsmith), regia di Vincenzo Ricchiuto (2022)
- Funerailles (Non ti voglio), regia di Antonio Bido (2024)
- Storia di una notte, regia di Paolo Costella (2025)

#### Televisione
- Re Cervo, regia di Andrea Camilleri (1970)
- Il croguolo, regia di Tino Carraro (1971)
- Bernadette Devlin, regia di Silvio Maestranzi – film TV (1971)
- Nessuno deve sapere, regia di Mario Landi – miniserie TV (1971)
- ESP, regia di Daniele D'Anza – miniserie TV (1973)
- La scuola delle mogli, regia di Vittorio Cottafavi (1973)
- Gli occhi del drago, regia di Piero Schivazappa (1977)
- È stato così, regia di Tomaso Sherman (1977)
- L'inseguitore, regia di Mario Foglietti (1977)
- Il giovane dottor Freud, regia di Alessandro Cane – miniserie TV (1980)
- Illa: Punto d'osservazione, regia di Daniele D'Anza – miniserie TV (1981)
- De bien étranges affaires, regia di Juan Luis Buñuel (1982)
- La settimana di Chiara Brenna, regia di Giacomo Pelloni – film TV (1982)
- Niente rose per il commissario Aletti, regia di Peter Kassovitz (1985)
- Investigatori d'Italia, regia di Paolo Poeti – miniserie TV (1987)
- Donna, regia di Gianfranco Giagni – miniserie TV (1996)
- Incantesimo – soap opera (2003)

### Regista

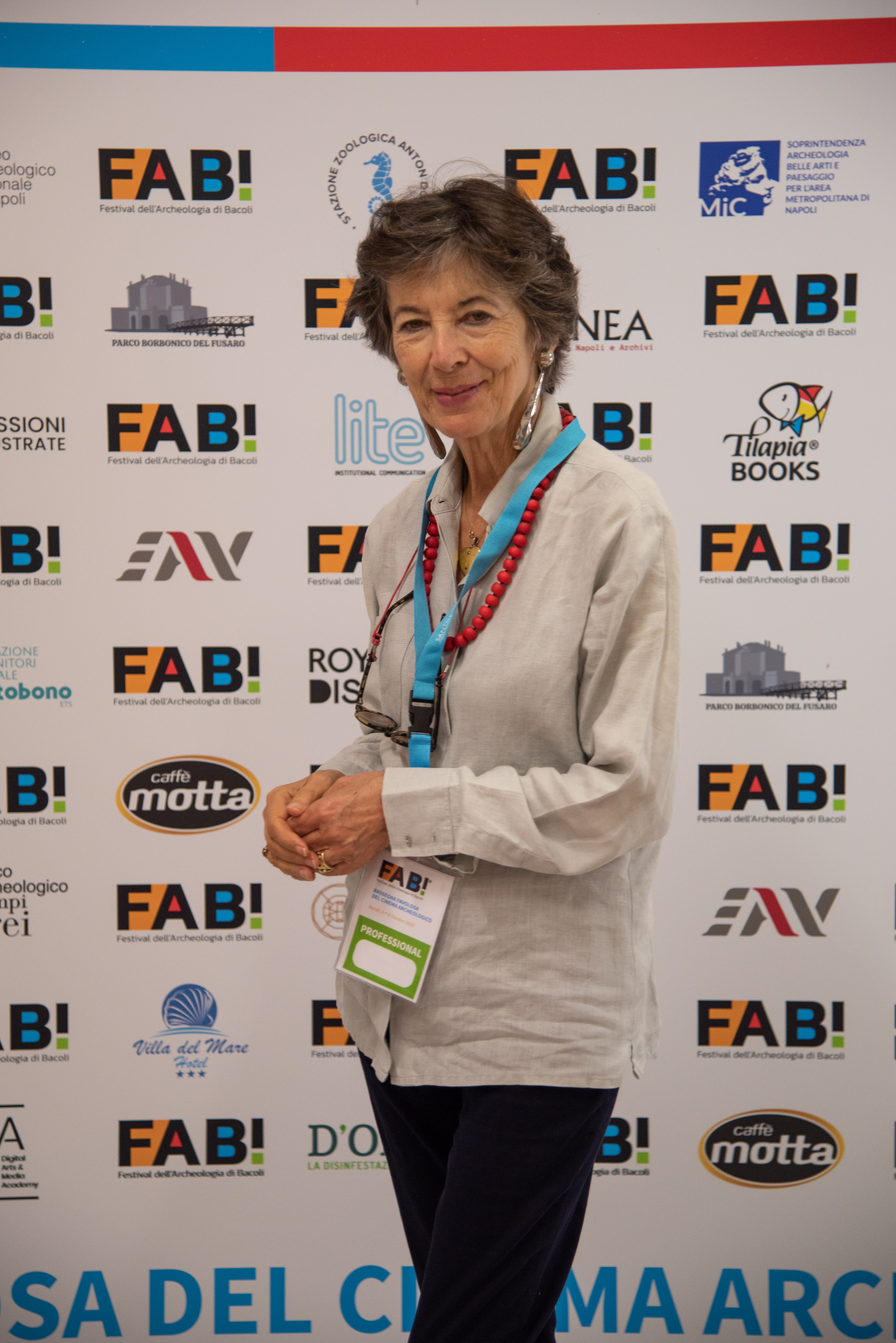
Stefania Casini nel 2023

- Lontano da dove, regia con Francesca Marciano (1983)
- Fun Jump (1988)
- Cuore in gola (1988)
- I cavalieri del cross – film TV (1990)
- Vincere per vincere – film TV (1990)
- Scheggia di vento – film TV (1990)
- Un paradiso di bugie (1997)
- Made in Albania – documentario (2012)

### Doppiatrice
- Carole André in Don Camillo e i giovani d'oggi
- Jane Birkin in Bruciati da cocente passione

## Programmi TV

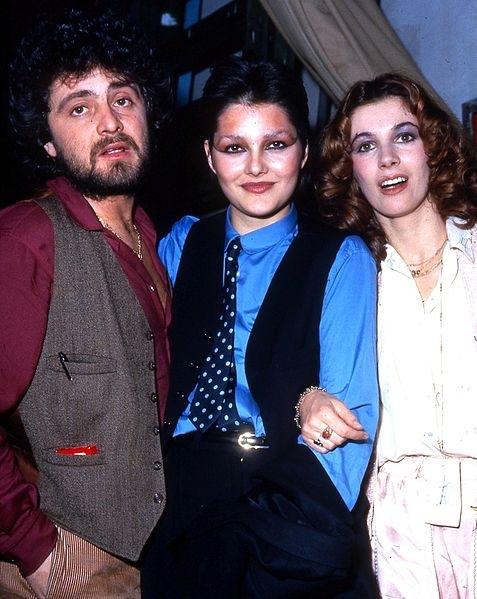
Beppe Grillo, Anna Oxa e Stefania Casini al Festival di Sanremo 1978

- Festival di Sanremo (1978)

## Doppiatrici
- Vittoria Febbi in Squadra volante, L'ambizioso